# ベネトン・B194
ベネトンB194 (Benetton B194) は、ベネトン・フォーミュラが1994年のF1世界選手権参戦用に開発したフォーミュラ1カー。設計者はロス・ブラウンとロリー・バーン。1994年の開幕戦から最終戦まで実戦投入された。

## 概要
ベネトンで初めてのドライバーズチャンピオンをミハエル・シューマッハが獲得したマシンである。キャメルに代わり日本たばこ産業 (JT) がマイルドセブンブランドでメインスポンサーとなったため、カラーリングは黄色から水色をベースにしたものへイメージチェンジした。
B194は1月14日にテストドライバーのアラン・マクニッシュによりシルバーストン・サーキットにて公開シェイクダウンが行われた。当初は1993年のマシンであるB193Bからアクティブサスペンションや4WSといったハイテクシステムを取り除いたようなマシンで、前年型からエアロダイナミクスに違いはあまり見られなかった。
しかし、5月の第3戦サンマリノGP以後に連続で発生した重大事故により、シーズン途中ながら大幅なレギュレーションの変更が実施された。そのため、登場時と最終戦ではあらゆる所が違うほど変更された。ボーテックスジェネレーターは除去され、せりあがるバナナノーズはB192から継続されたが、リヤロアウイングが、よりダウンフォースを稼ぐために上下にねじれたブーメラン形に変更を受けた。
エンジンはフォードで昨年までと同じだが、HBエンジンに代えて新たに開発されたZETEC-Rエンジンを搭載。これには以前開発されていたV12エンジンのノウハウが転用された。B193Bは燃料が減るとペースが大幅に上がる特徴があり、この特徴が燃料給油解禁となった事でB194に有利に働いた。ロス・ブラウンはレギュレーションが大きく変わる翌年に備えて前年のシーズンを早々に捨てて、1994年型マシンの開発に集中したと後に発言している。
レース中の給油が解禁されたことに最も劇的に対応していた。他のチームは給油の解禁が意味するところを完全に理解しておらず、ハーフタンク時のペースとピットストップの給油時間の計算で最も速くレースを走り抜ける作戦を遂行した事で他チームとの差を付けた。ただしレギュレーション違反行為(後述)も含まれるため、適切であったかは問われる。
1994年のハイテクデバイス禁止後、いち早くトラクションコントロールシステム (TCS) を使用した車の1つと言われている。前年までTCSを使用していた他チームの人々はB194の動きに疑問を持ち、ベネトンはFIAの調査を受ける事になった。エンジンコントロールユニット (ECU) からTCS制御プログラムらしきものが検出されたが、使用した形跡を特定できなかったため、証拠不十分として無罪とされた。ECUに組み込む形でのTCS使用はレギュレーションで規制するのが困難で、FIAはフェラーリやマクラーレンにも同種の疑いがあったと発表した。
また、給油時間を短縮するために給油装置からフィルターを取り外し、給油の速度を上げる改造を行っていたことが原因でドイツGPのピットで火災を起こしたこともあった。

## スペック

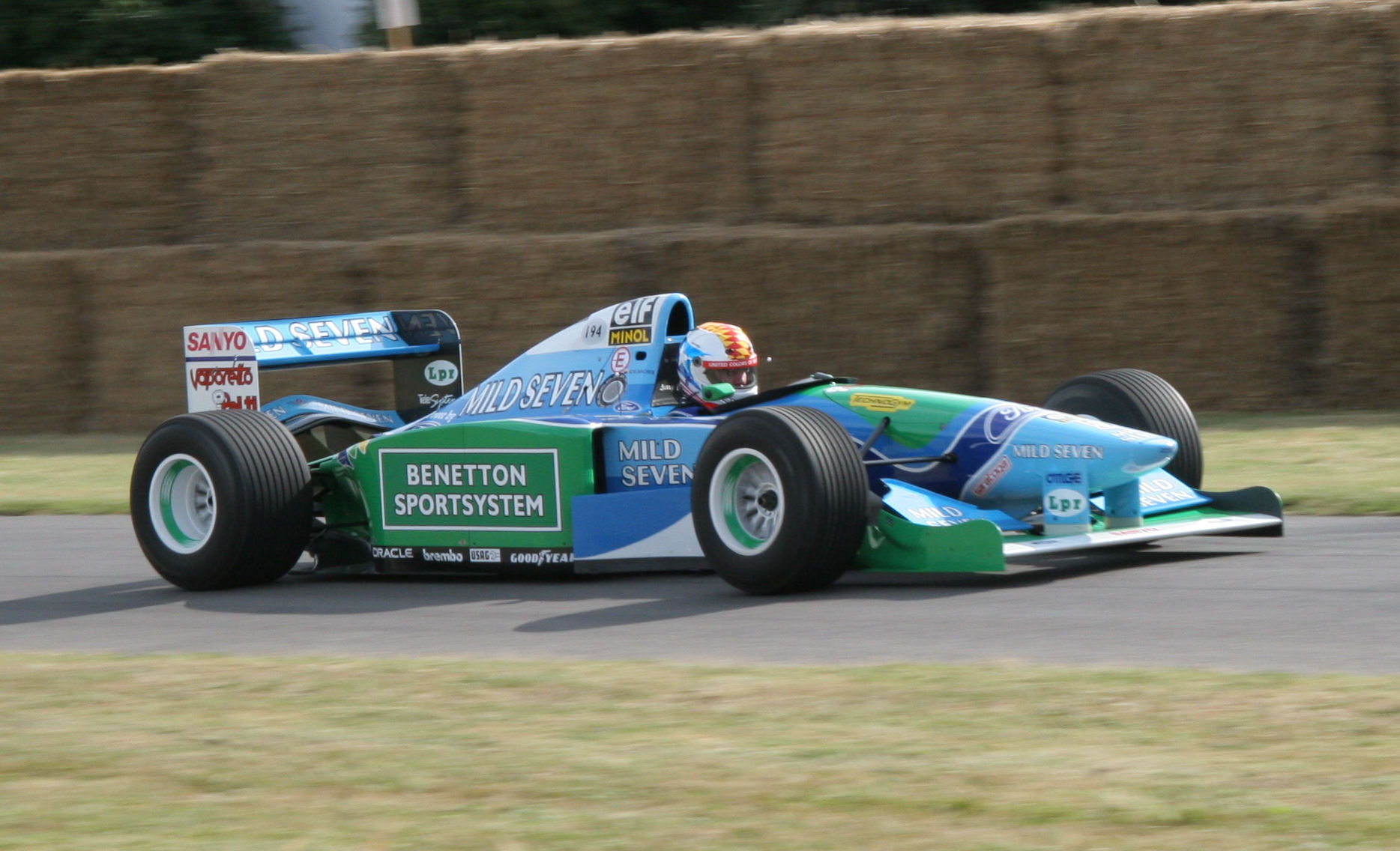
2006年グッドウッド・フェスティバル・オブ・スピードにて

### シャーシ
- シャーシ名 B194
- 全長 4,075 mm[4]
- 全高 950 mm
- 全幅 2,140 mm
- ホイルベース 2,880 mm
- 前トレッド 1,690 mm
- 後トレッド 1,618 mm
- 重量 515kg
- 燃料タンク容量 200L
- トランスミッション 横置き6速/7速セミオートマチックトランスミッション
- クラッチ AP
- ブレーキキャリパー ブレンボ
- ブレーキディスク・パッド カーボンインダストリー
- ホイール BBS
- タイヤ グッドイヤー

### エンジン
- エンジン名 フォードZETEC-R
- 気筒数・角度　V型8気筒・75°
- 排気量 3,497cc
- 最高回転数 13,800回転
- 最大馬力 740馬力以上
- インジェクション/イグニッション フォード
- スパークプラグ チャンピオン
- 燃料・潤滑油 エルフ

## 記録
シューマッハは2戦失格・2戦出場停止というハンディを負いながらも、8勝6ポールポジションを記録して自身初のドライバーズチャンピオンを獲得した。しかし、セカンドドライバーの成績が不振だったことから、コンストラクターズチャンピオンはウィリアムズから奪い取ることができなかった。
| 年   | No. | ドライバー       | 1   | 2   | 3   | 4   | 5   | 6   | 7   | 8   | 9   | 10  | 11  | 12  | 13  | 14  | 15  | 16  | ポイント | ランキング |
| 年   | No. | ドライバー       | BRA | PAC | SMR | MON | ESP | CAN | FRA | GBR | GER | HUN | BEL | ITA | POR | EUR | JPN | AUS | ポイント | ランキング |
| ---- | --- | ---------------- | --- | --- | --- | --- | --- | --- | --- | --- | --- | --- | --- | --- | --- | --- | --- | --- | -------- | ---------- |
| 1994 | 5   | シューマッハ     | 1   | 1   | 1   | 1   | 2   | 1   | 1   | DSQ | Ret | 1   | DSQ | EX  | EX  | 1   | 2   | Ret | 103      | 2位        |
| 1994 | 5/6 | レート           |     |     | Ret | 7   | Ret | 6   |     |     |     |     |     | 9   | Ret |     |     |     | 103      | 2位        |
| 1994 | 6   | フェルスタッペン | Ret | Ret |     |     |     |     | Ret | 8   | Ret | 3   | 3   | Ret | 5   | Ret |     |     | 103      | 2位        |
| 1994 | 6   | ハーバート       |     |     |     |     |     |     |     |     |     |     |     |     |     |     | Ret | Ret | 103      | 2位        |

- 太字はポールポジション、斜字はファステストラップ、DSQは失格、EXは出場停止。(key)